# Kremlinul din Izmailovo
Kremlinul din Izmailovo (în rusă Кремль в Измайлове, transliterat: Kreml v Izmailove) este un complex cultural și de divertisment construit în perioada 1998-2007 în apropierea domeniului regal istoric Izmailovo. Este format din clădiri din lemn stilizate ca arhitectură rusă din secolele XVI-XVII (neoistoricism). Începând cu 2018, Kremlinul din Izmailovo este format din nouă muzee și spații expoziționale: Muzeul Jucăriilor Populare Ruse, Muzeul Fondării Marinei Ruse, Muzeul Istoriei Vodcii Ruse, Muzeul Pâinii, Muzeul Miniaturilor „Istoria lumii în plastilină”, clubul - muzeu - conferință „Măști și figuri tradiționale ale lumii”, Muzeul de Animație din Moscova, expoziția „Japonia. Păpuși, basme, legende”, precum și muzeul interactiv de dispozitive distractive „Podul bunicului”.

## Istoric

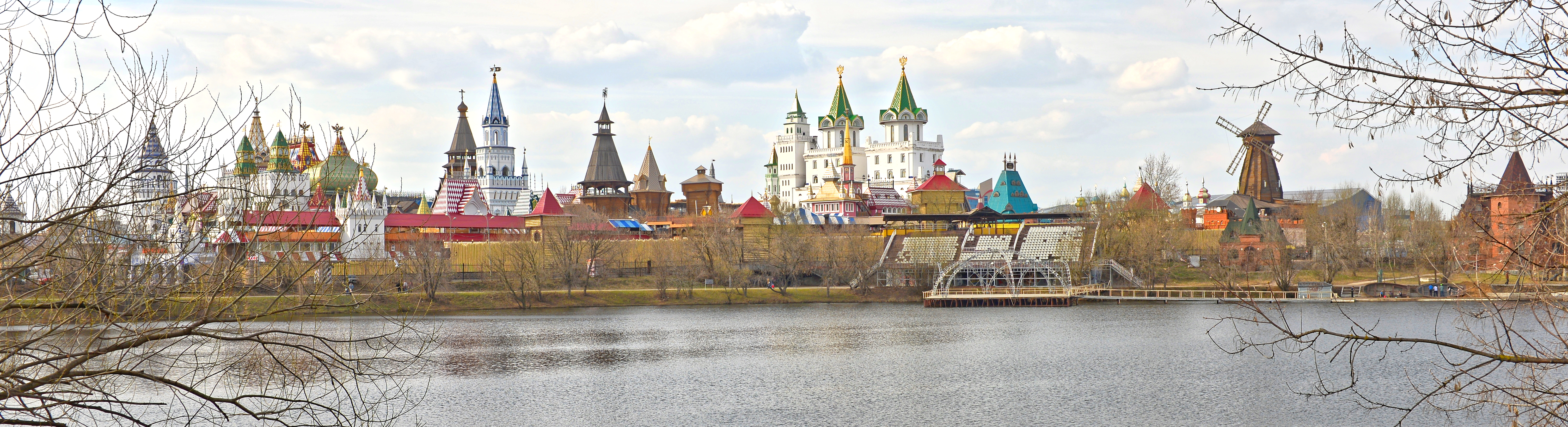
Vedere panoramică a vernisajului, 2009

Complexul imobiliar Izmailovo a fost construit în secolele XVI-XVII ca o palisadă regală. Economia domeniului a constat în terenuri arabile și industria meșteșugărească și, până la sfârșitul secolului al XVIII-lea, a fost considerată una dintre cele mai de succes din Imperiului Rus. De la începutul secolului al XIX-lea, complexul imobiliar a început să decadă. După revoluția din 1917, clădirile au fost abandonate, iar în 1937, a fost demolată Biserica Sf. Ioasaf, situată pe teritoriul domeniului. Clădirile istorice din secolul al XVII-lea au supraviețuit până în zilele noastre: porțile din față și din spate ale curții suveranului, combinate cu aripile laterale, catedrala, turnul podului, precum și spațiile de serviciu și de uz casnic.
În 1974, expoziția artiștilor avangardiști, organizată inițial la Belyayevo, a fost mutată pe domeniul Izmailovo. Schimbarea locației a avut loc din cauza scandalului iscat în Europa: în timpul expoziției de pe terenul viran Belyayevo, tablourile au fost deteriorate de muncitorii care efectuau curățenie acolo și au fost călcate de buldozere, ceea ce a făcut ca evenimentul să intre în istorie sub numele de „Expoziția buldozerului”. Ulterior, expoziția de la Izmailovo a fost autorizată oficial de autoritățile sovietice.
Înainte de Jocurile Olimpice de vară din 1980, în apropierea domeniului a început construcția unui hotel cu mai multe etaje, însă câțiva ani mai târziu construcția a fost suspendată și groapa de excavare a fost umplută. Au existat propuneri de a da terenul liber pentru construirea unei baze de repetiții pentru ansamblul Beryozka, dar proiectul nu a fost niciodată realizat. La sfârșitul anilor 1980, un grup de antreprenori a creat o piață improvizată în Izmailovo, care a primit statutul de vernisaj în 1991. La mijlocul anilor 1990, spațiile vernisajului au fost extinse prin construirea unei piețe cu două etaje, ocupând șaptesprezece hectare. În prezent, vernisajul cuprinde un centru de artizanat, o piață de vechituri și un bâlci.
În 1998, personajul public Alexander Ushakov a depus un proiect la guvernul Moscovei pentru a construi un Kremlin din lemn cu un complex de divertisment pe teritoriul domeniului. Autoritățile orașului au dat permisiunea pentru construcție, a cărei edificare a continuat până în 2007. Kremlinul din Izmailovo era situat pe un deal, înconjurat de garduri de lemn și un zid de piatră cu turnuri de trecere.
În 2001, Biserica Sf. Nicolae din Myra, a fost deschisă pe teritoriul moșiei, care a primit statutul de subdiviziune a Mănăstirii Sfântul Danilov. Templul este una dintre cele mai înalte structuri din lemn din Rusia — înălțimea sa este de 46 de metri.
În 2003 au fost deschise primele spații expoziționale, dar în 2005 un incendiu major a distrus multe dintre clădirile din lemn ale Kremlinului. Șase luni mai târziu, a fost luată decizia de a reconstrui structurile pierdute și de a ridica noi clădiri: Palatul Meselor Ruse și Palatul Matrimonial, decorate, de asemenea, în stilul arhitecturii rusești din secolul al XVII-lea. Suprafața totală a spațiilor nou construite a fost de 6500 m². În curțile Kremlinului Izmailovo au fost amplasate ateliere de fierari, olari, cioplitori în lemn și țesători, unde se țin și masterclass-uri pentru vizitatori. În 2018, arhitectul șef al Moscovei, Serghei Kuznetsov, a anunțat că intenționează să construiască un pavilion pentru producția de elemente decorative pe teritoriul Kremlinului.
În 2019, Moskomarkhitektura a prezentat un proiect de dezvoltare a cartierului, care prevedea demolarea vernisajului din Izmailovo, dar reprezentanții mișcării publice „Nashe Izmailovo” au reușit să convingă primăria capitalei să renunțe la această decizie.
La 13 iunie 2019, a avut loc un incendiu care a acoperit 50 m2. Incendiul a fost localizat.

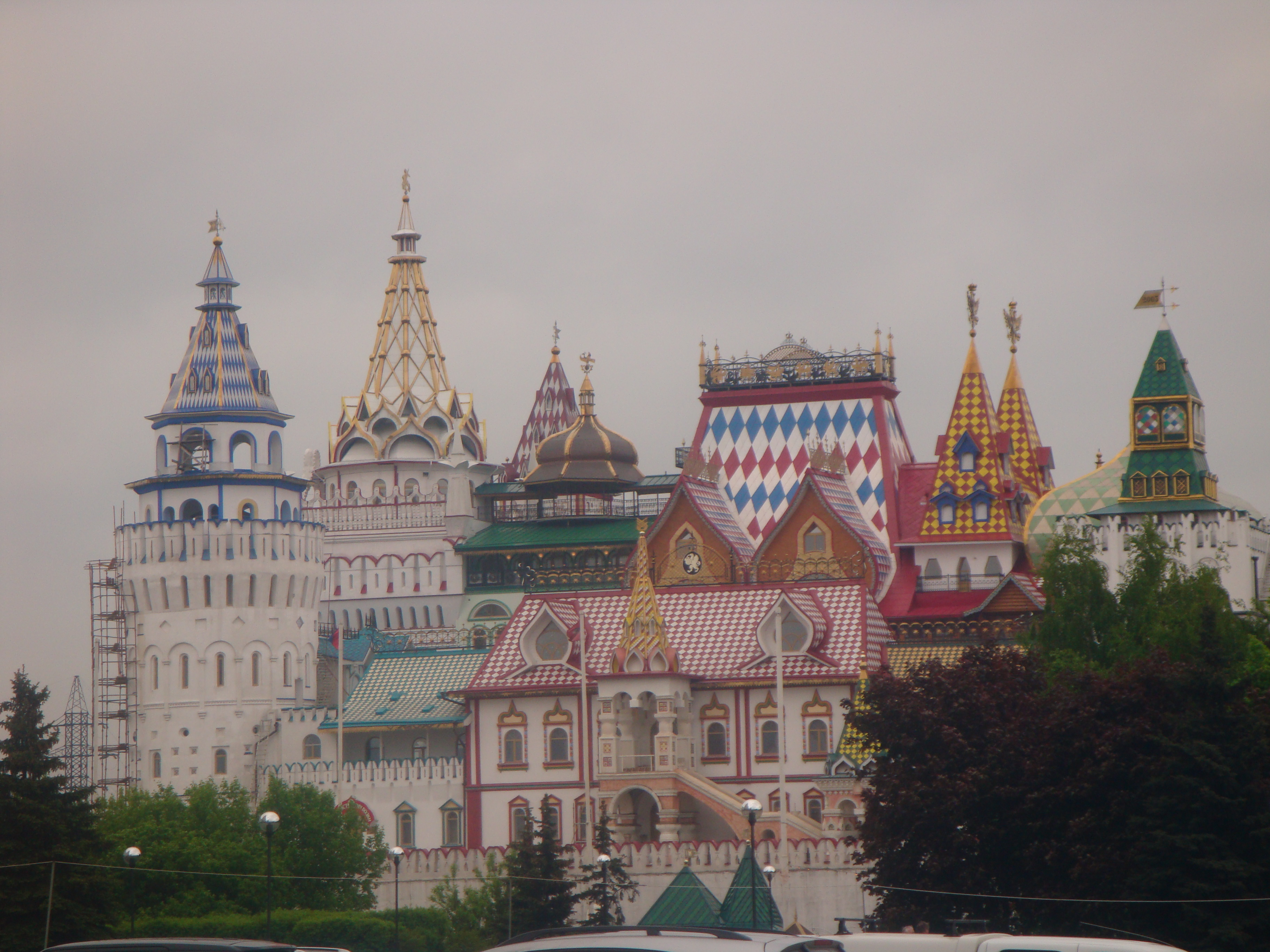
Vedere panoramică a Kremlinului din Izmailovo, 2017

## Expunere

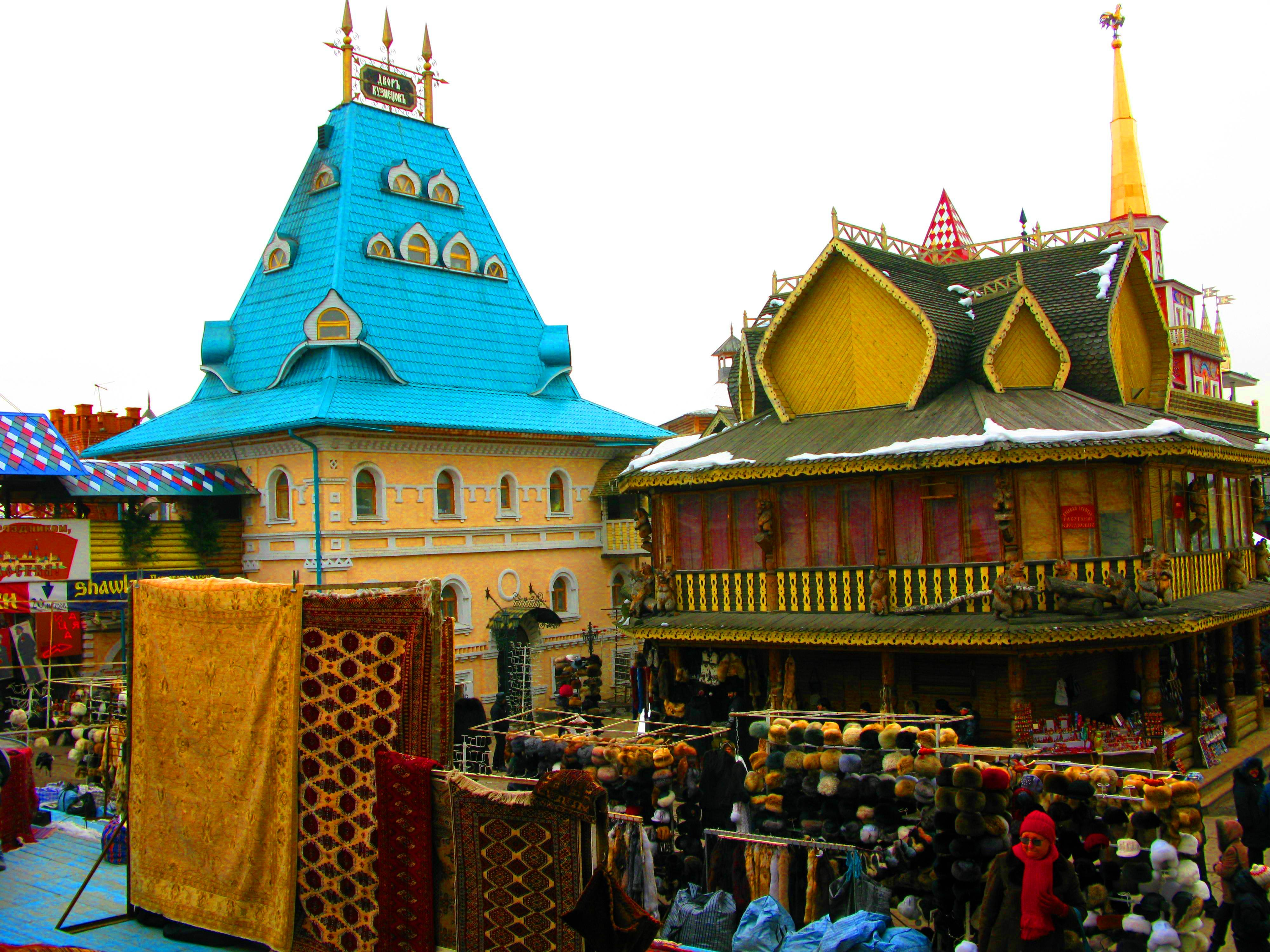
Vernisaj, 2009

În total, centrul de divertisment include mai multe muzee.
Muzeul Politehnic Interactiv „Podul bunicului” - expoziția politehnică a muzeului prezintă mașini de scris vechi, aparate de uz casnic, telefon, telegraf, ustensile feroviare, machete de cale ferată și alte exponate. O expoziție separată - „Space Attic” - prezintă modele în mărime naturală de motoare de rachetă, părți ale navelor spațiale, inclusiv aparatul Selenokhod.
Muzeul de Istorie a Marinei Ruse este situat pe malul iazului Serebryano-Vinogradsky din apropierea insulei Izmailovsky și vorbește despre evoluția construcției de nave în Rusia. Colecția Muzeului de Istorie a Vodcii este dedicată poveștii celor 500 de ani de istorie a acestei băuturi, unul dintre centrele de producție ale acesteia fiind ținuturile Izmailovo, unde existau ferme arabile.
Muzeul Viu al Jucăriilor Populare este dedicat evoluției jucăriilor rusești din secolul al XVI-lea până în secolul al XX-lea. Expoziția Muzeului Pâinii vorbește despre diverse tehnici de producție și rețete pentru produse de panificație. Complexul de divertisment include, de asemenea, Muzeul Miniaturilor „Istoria lumii în plastilină”, bazat pe o colecție privată de figurine din plastilină, și centrul pentru copii Muzeul Copiilor Năzdrăvani, unde vizitatorii se pot bucura de divertisment interactiv: desenarea pe pereți, tragerea cu praștia, pictarea gardurilor și multe altele.
Muzeul Armelor - este un muzeu de istorie militară cu o colecție de arme.
Muzeul Pâinii
Nume și epoci - un muzeu de mini-sculpturi din plastilină
Puppet Lane Museum - o expoziție de câteva sute de păpuși
Muzeul de Istorie a Vodcii - colecția muzeului, care prezintă istoria de 500 de ani a vodcii rusești, de la inventarea sa până în prezent, conține mai mult de 1.000 de tipuri de această băutură, rețete vechi de vodcă din secolul al XVIII-lea, afișe publicitare, fotografii și documente.

## Clădiri și structuri
Pe teritoriul Kremlinului din Izmailovo există clădiri și structuri care găzduiesc muzee, cafenele, etc.
Palatul Matrimonial numărul 5
Hotelul Skazka este un hotel în turnul castelului, și este un exponat al „Muzeului Autoizolării” al Muzeului din Moscova
Insta Street - o stradă cu instalații pentru ședințe foto

## Galerie

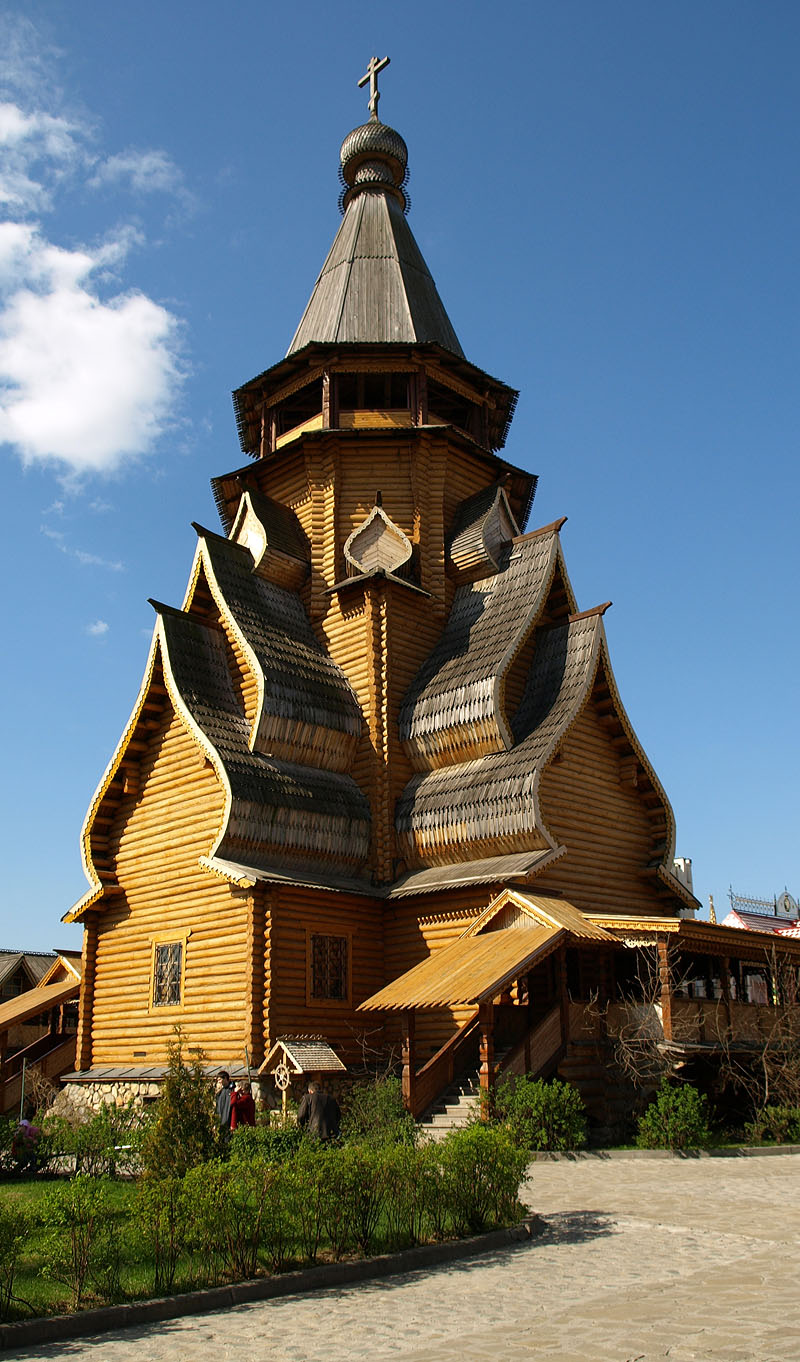
Biserica Sfântul Nicolae, 2008
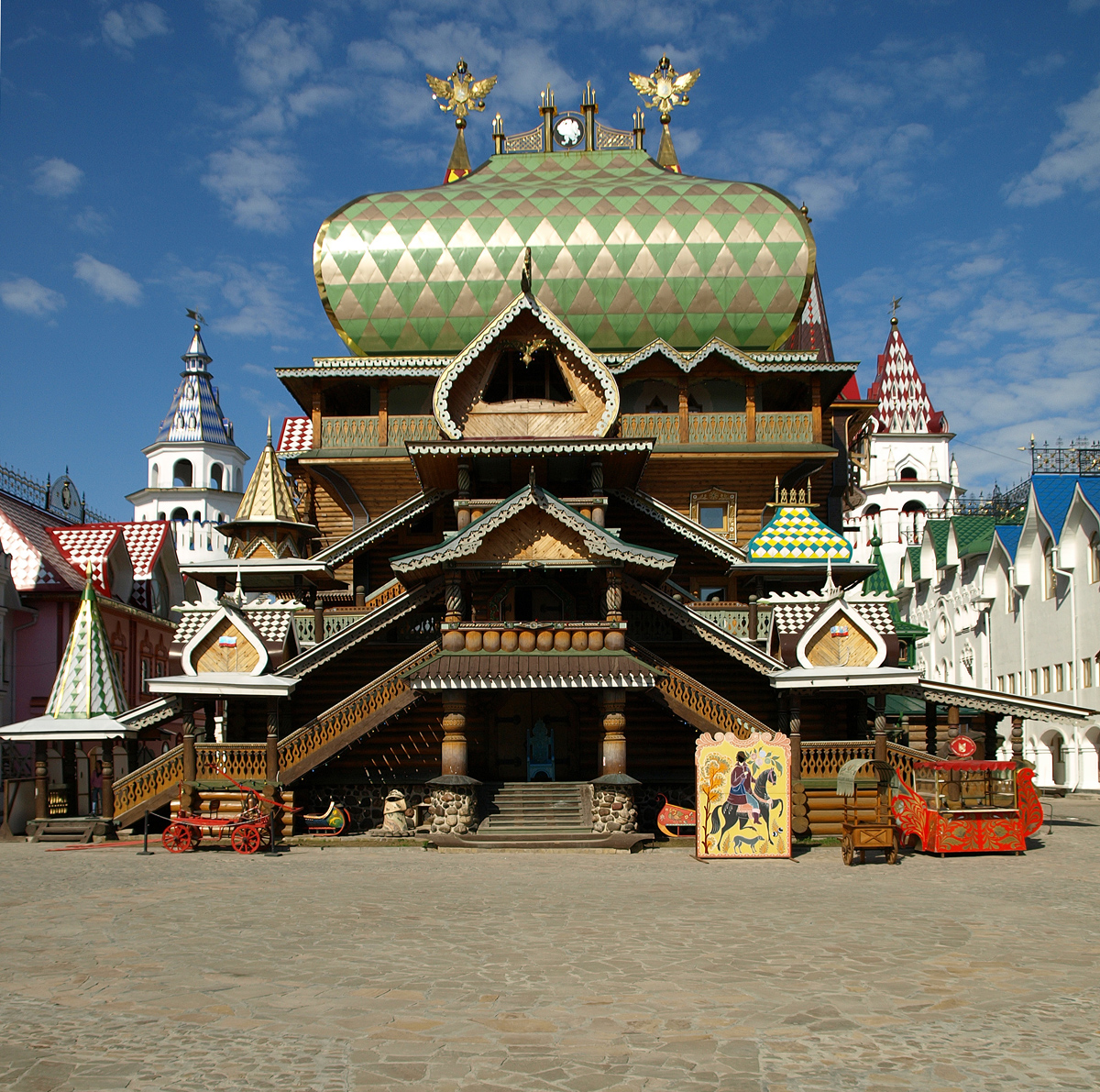
Palatul meselor rusești, 2008
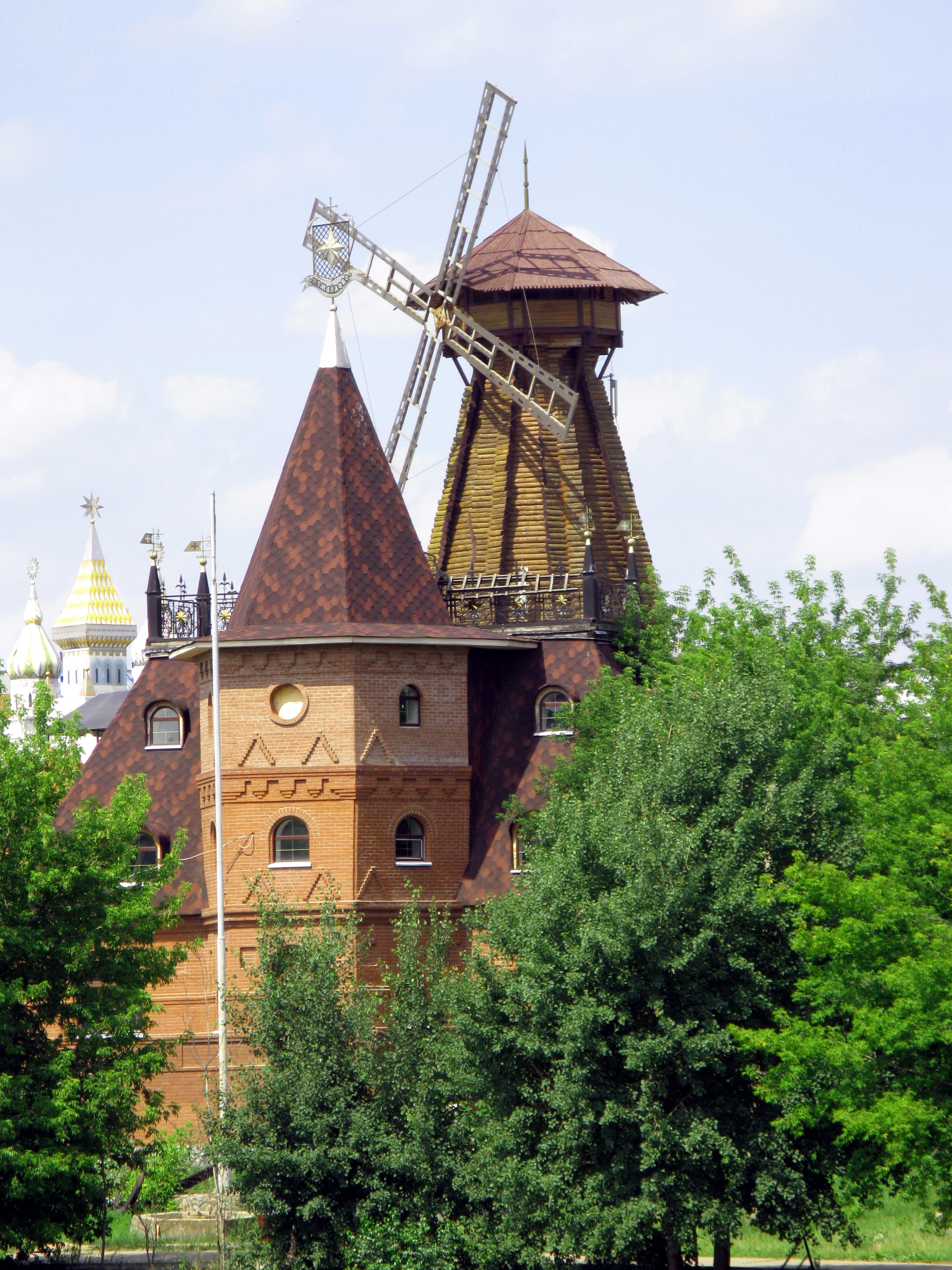
Clădirea Kremlinului, 2009
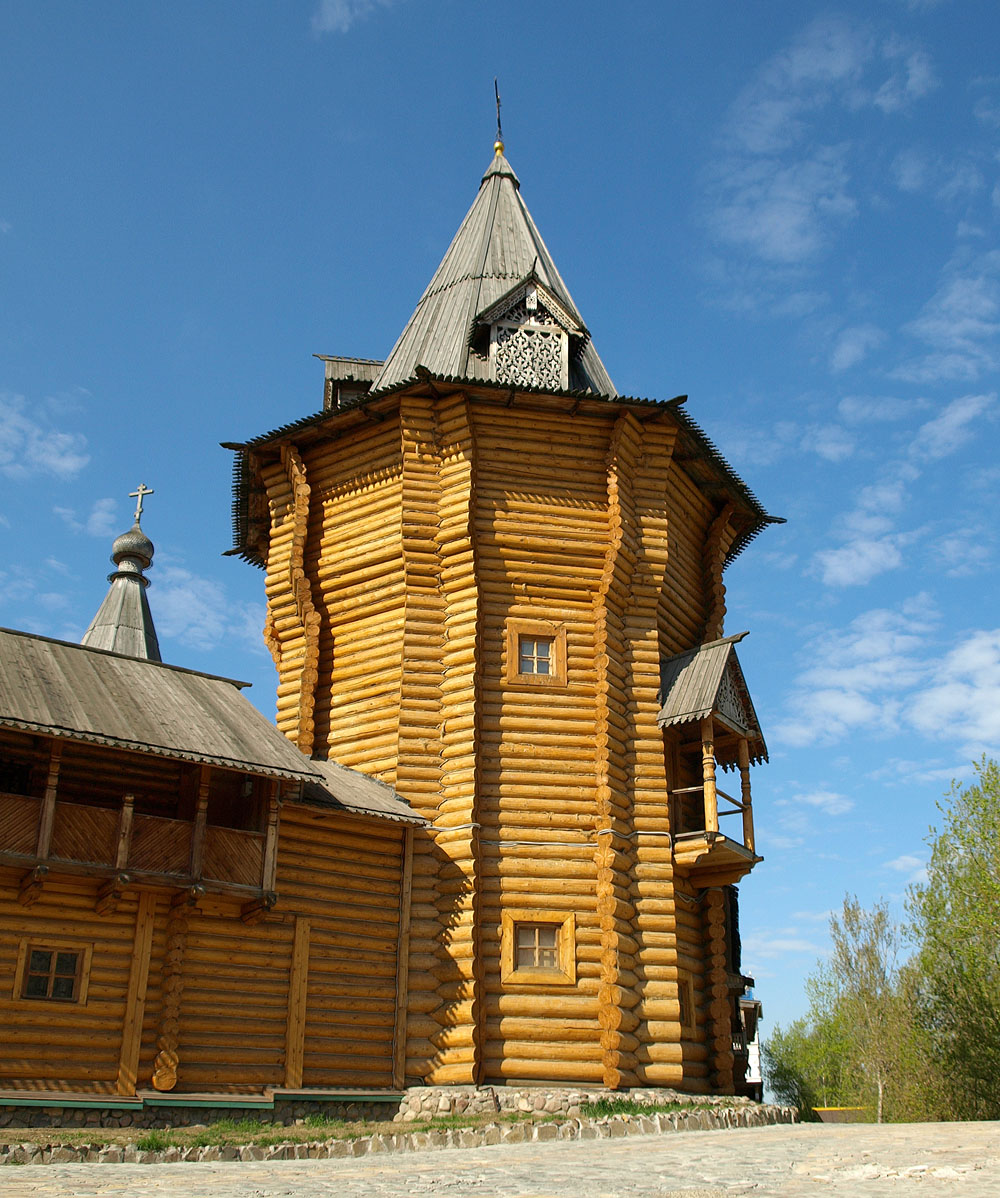
Clopotnița, 2008
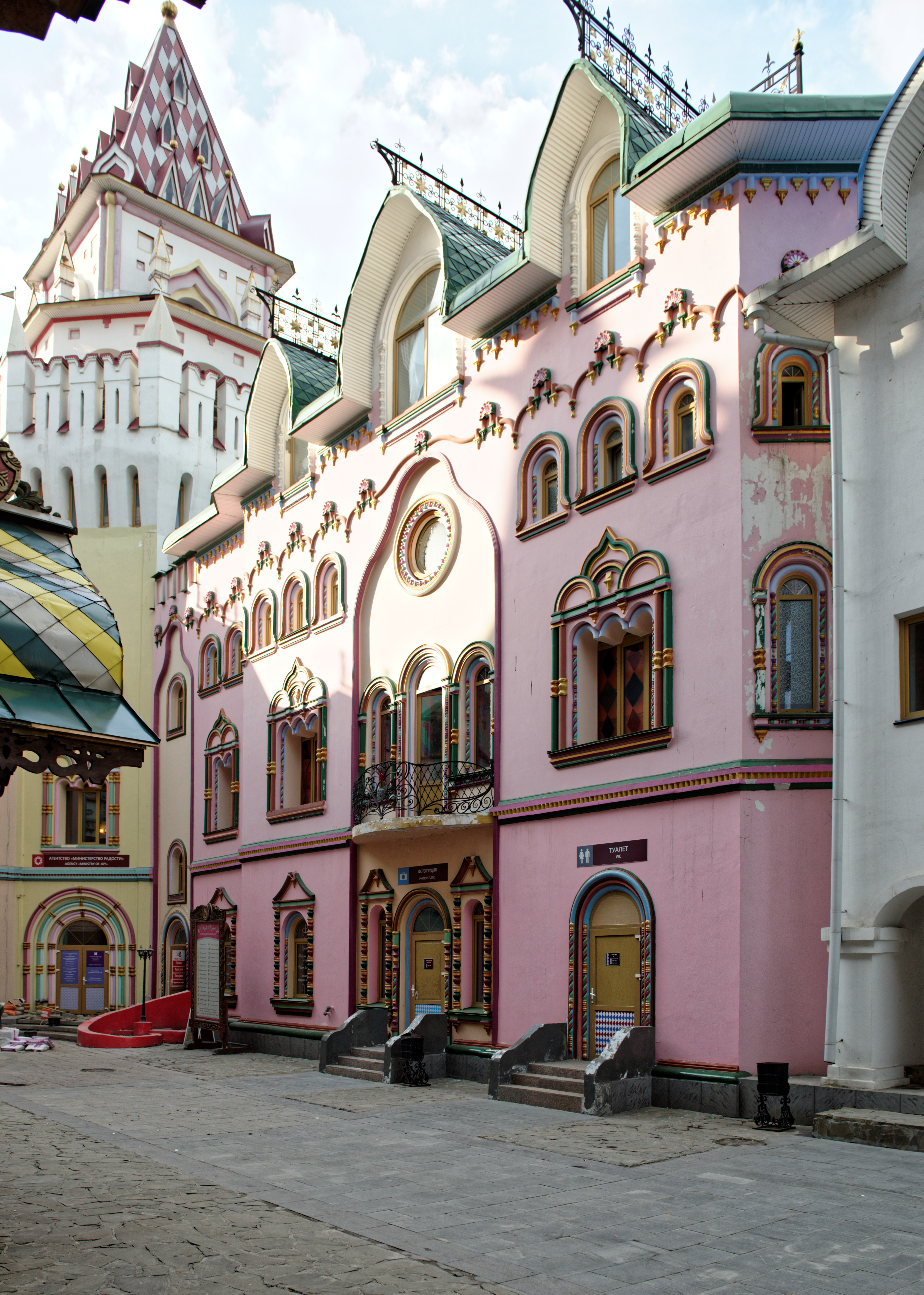
Clădiri ale Kremlinului din Izmailovo, 2017
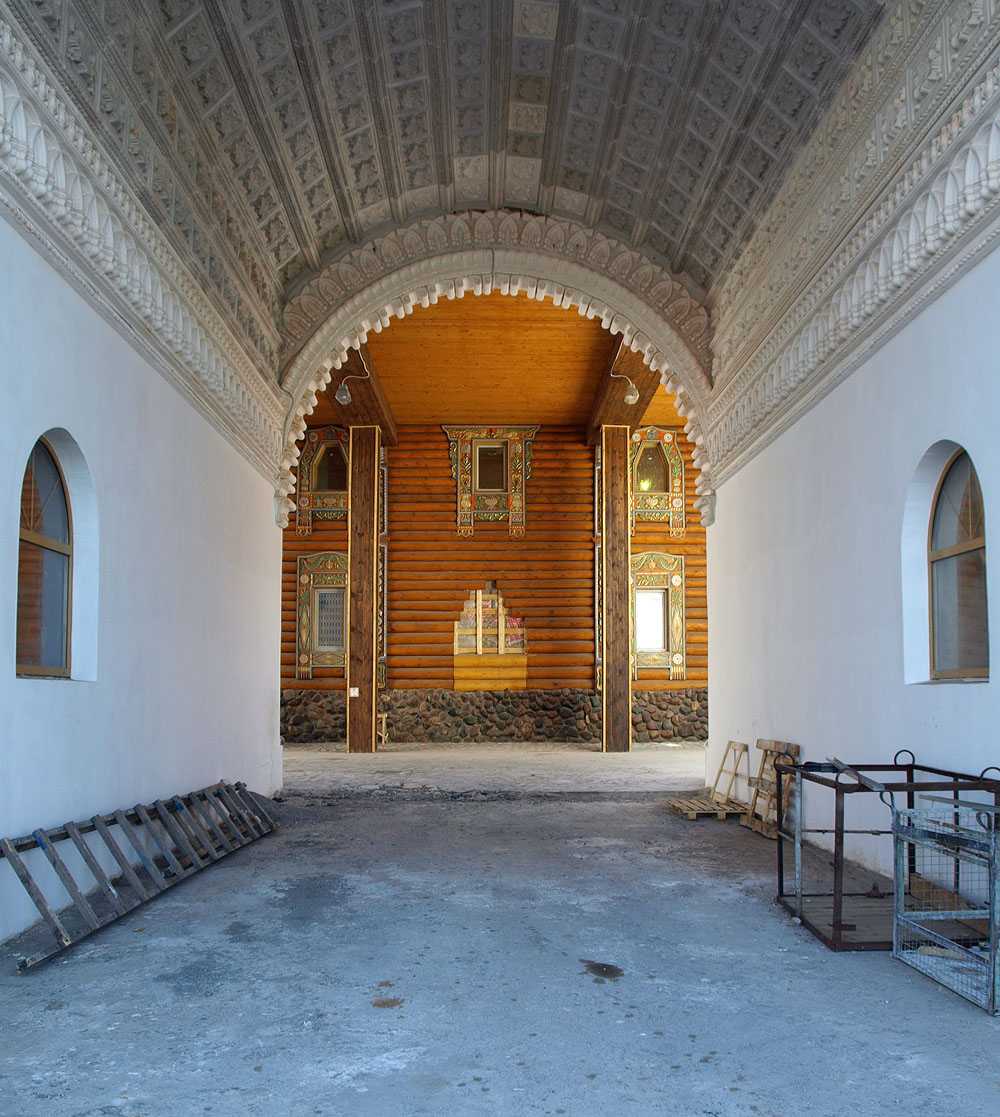
Curtea de pe teritoriul Kremlinului, 2008
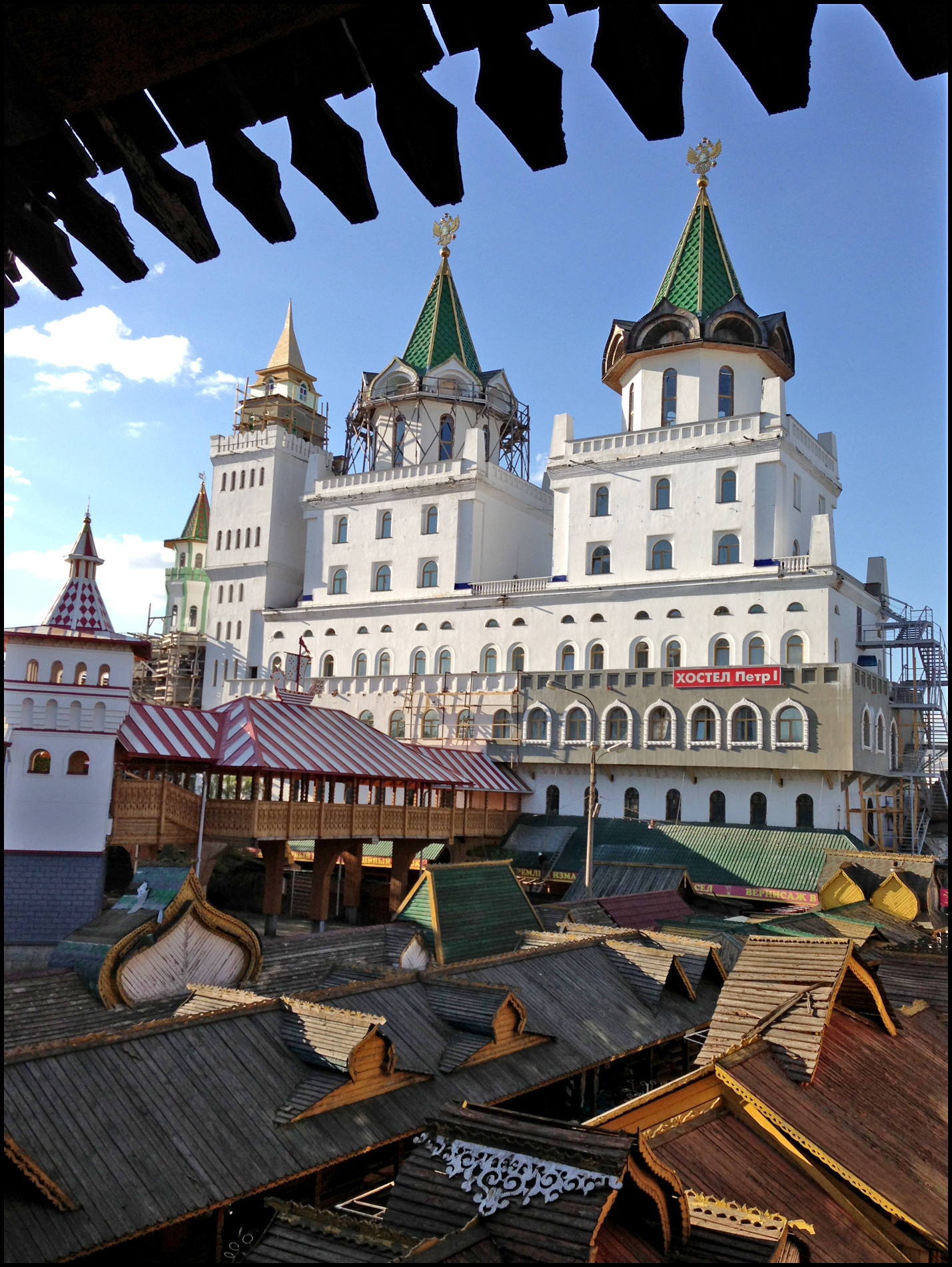
Vedere asupra clădirilor Kremlinului, 2014
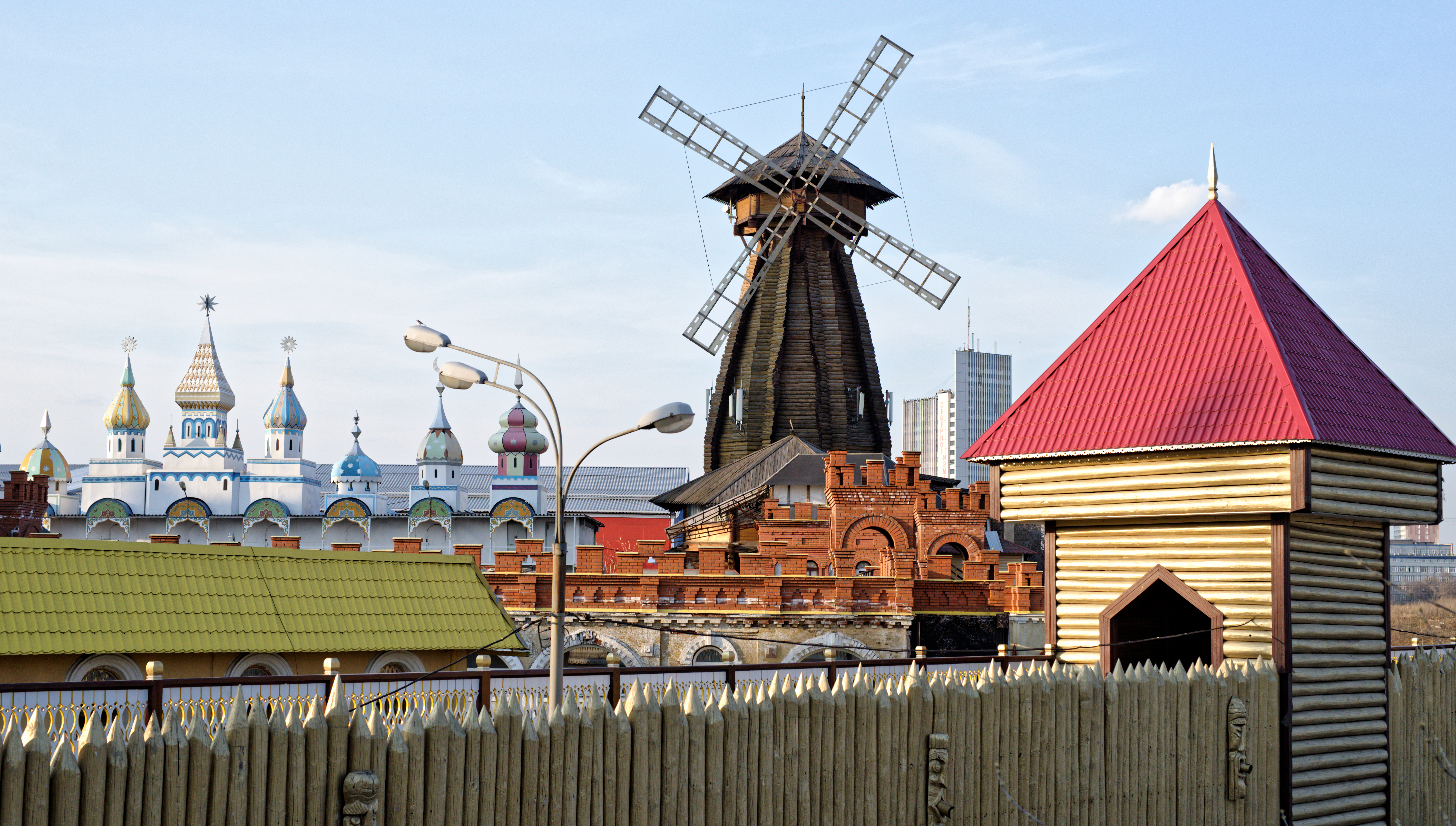
Clădiri din lemn pe teritoriul Kremlinului, 2017
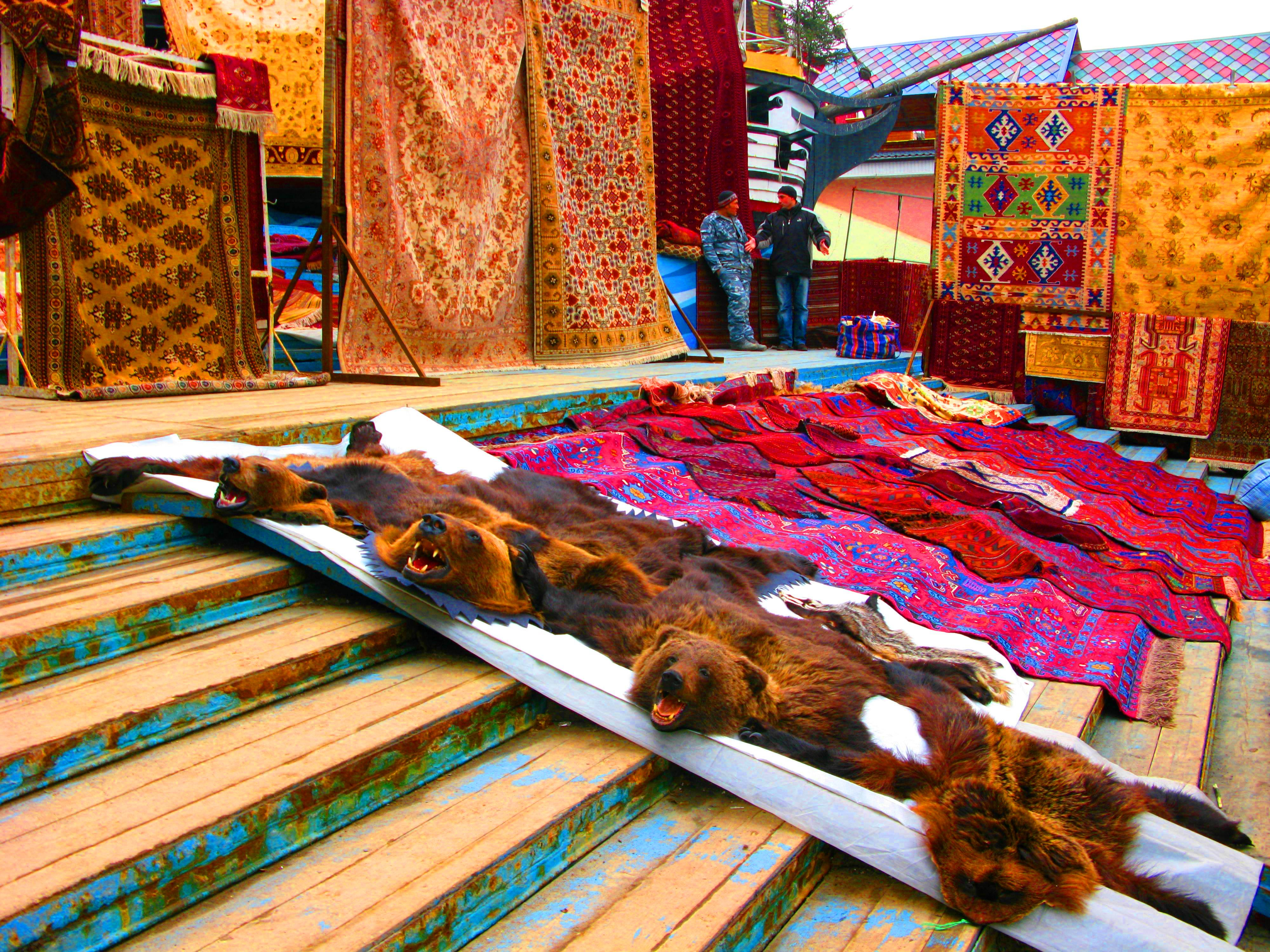
Vernisaj, 2009
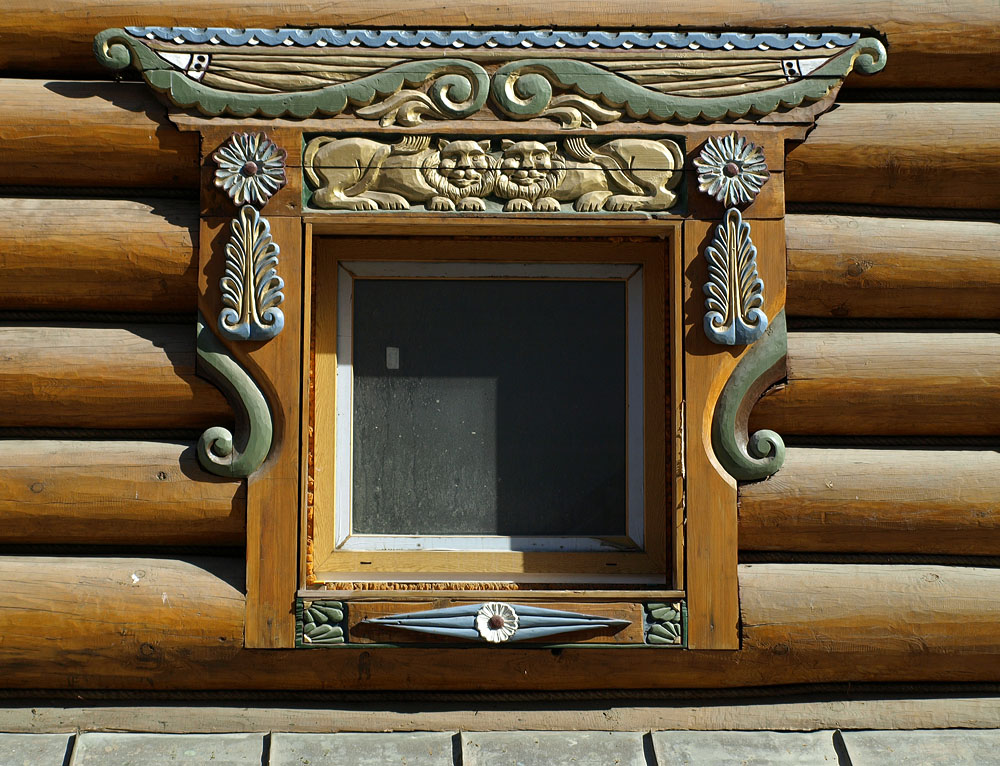
Fereastra sculptată a Kremlinului din Izmailovo, 2008
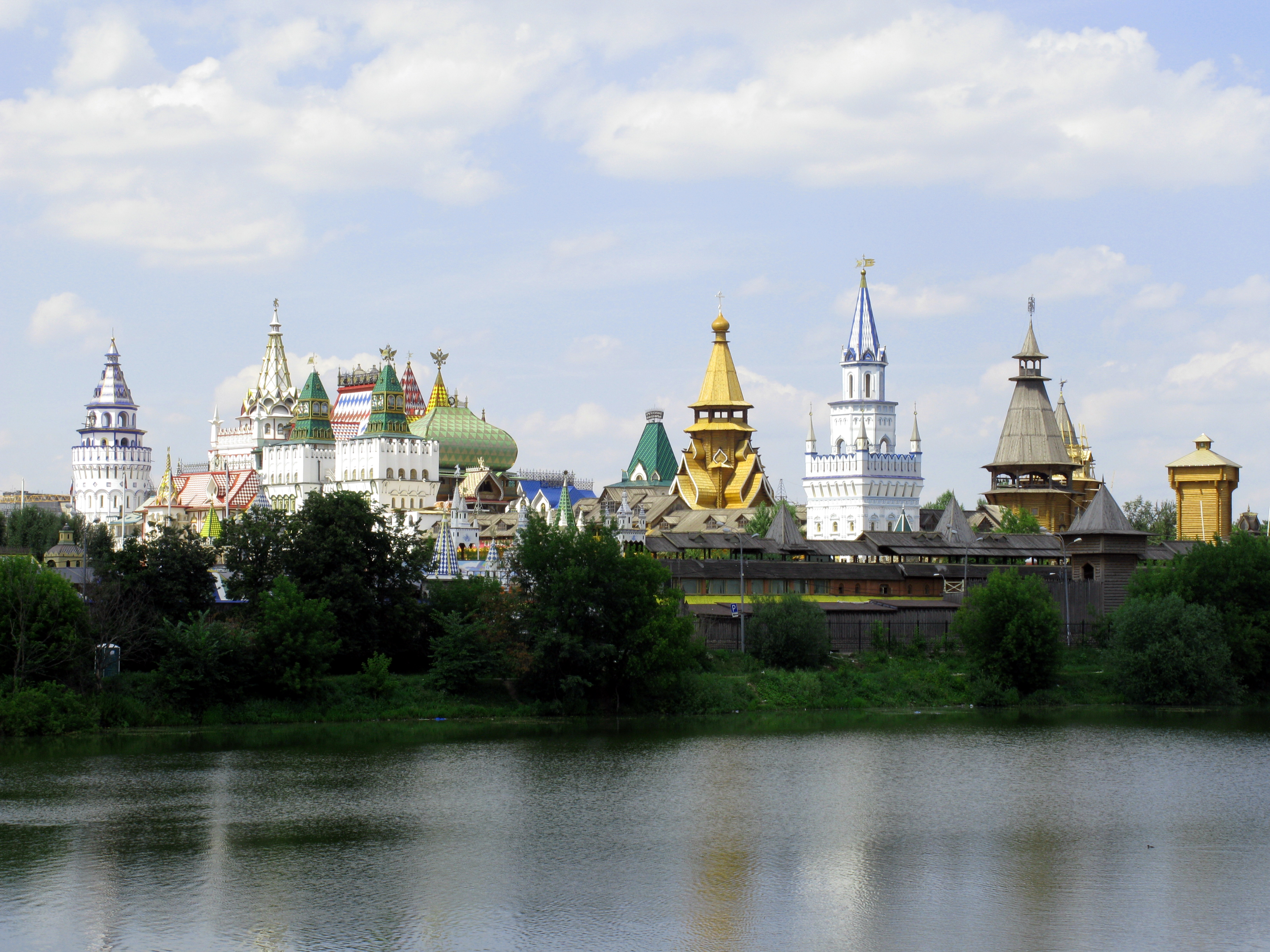
Vedere a Kremlinul din Izmailovo.
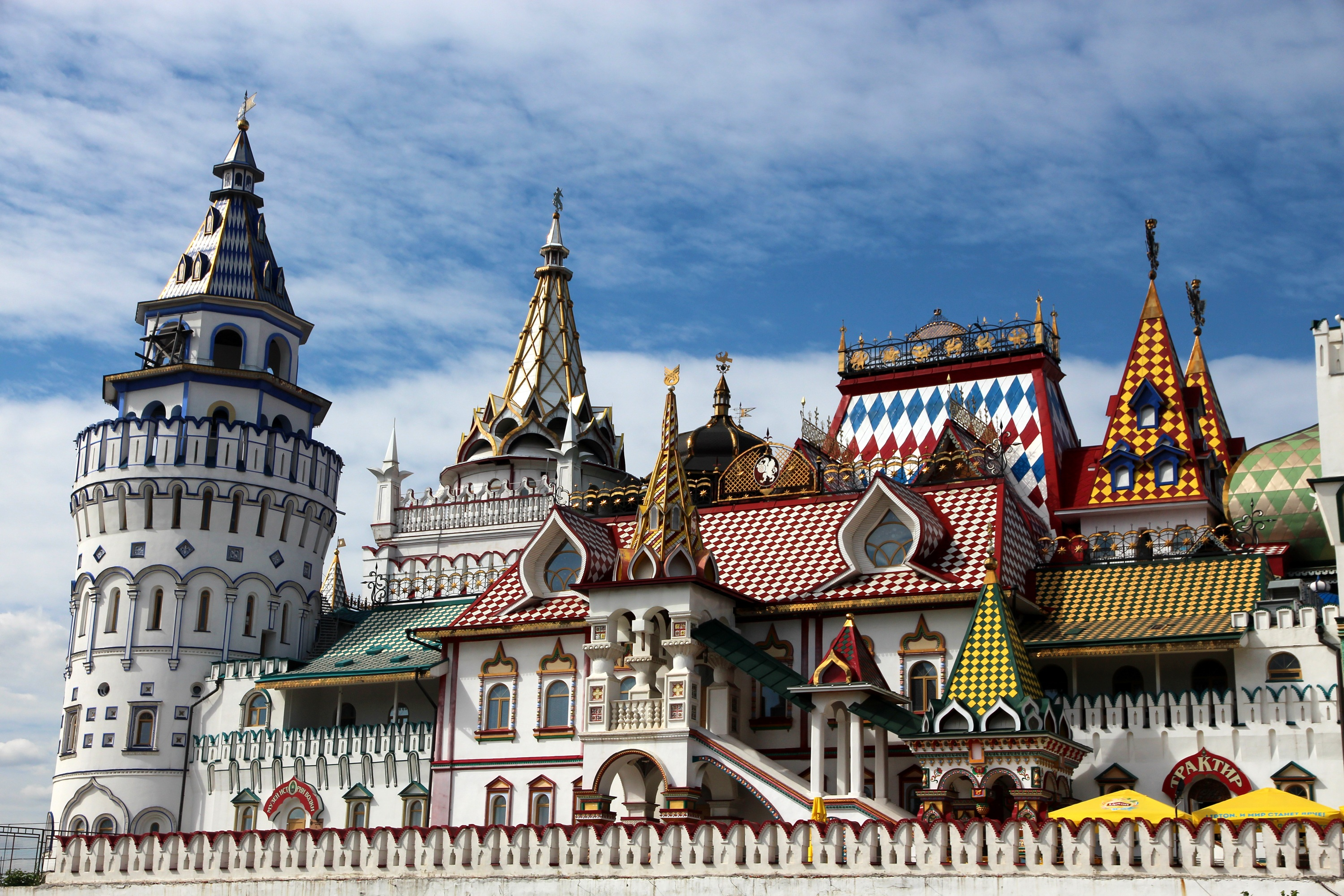
Zidurile și turnurile ale Kremlinului din Izmailovo.